# Temporada 2012-2013 del Club Joventut Badalona
La temporada 2012-2013 va ser la 74a temporada en actiu del Club Joventut Badalona des que va començar a competir de manera oficial. La Penya va disputar la seva 57a temporada a la màxima categoria del bàsquet espanyol. Va acabar la competició en l'11a posició, fora de les places que donaven accés a disputar els play-offs pel títol, en la mateixa posició que la temporada anterior.

## Resultats
Lliga Endesa
A la Lliga Endesa finalitza la fase regular en l'onzena posició de 18 equips participants, quedant fora de les places que donaven accés a disputar els play-offs pel títol. En 34 partits disputats de la dase regular va obtenir un bagatge de 16 victòries i 18 derrotes, amb 2.653 punts a favor i 2.738 en contra (-85).
Lliga Catalana
A la 33a Lliga Catalana, disputada a l'Olímpic de Badalona, el FIATC Joventut va perdre la final davant el FC Barcelona per 76 a 69. La Penya disputava la seva sisena final consecutiva d'aquesta competició.

## Plantilla
La plantilla del Joventut aquesta temporada va ser la següent:
| Club Joventut Badalona: plantilla 2012-13 |                |            |      |
| #                                         | Jugador        | Pos.       | A.   |
| 00                                        | Moses Ehambe   | Aler       | 1.98 |
| 4                                         | Jordi Trias    | Aler pivot | 2.06 |
| 9                                         | Nacho Llovet   | Aler pivot | 2.02 |
| 10                                        | Manny Quezada  | Escorta    | 1.88 |
| 11                                        | Albert Oliver  | Base       | 1.87 |
| 12                                        | Corey Fisher   | Base       | 1.85 |
| 13                                        | Tony Gaffney   | Aler pivot | 2.03 |
| 14                                        | Albert Ventura | Escorta    | 1.91 |
| 17                                        | Sitapha Savané | Pivot      | 2.02 |
| 19                                        | Pere Tomàs     | Aler       | 2.00 |
| 52                                        | Ognjen Kuzmic  | Pivot      | 2.14 |

| Club Joventut Badalona: staff 2012-13 |                      |
| Nom                                   | Funció               |
| Salva Maldonado                       | Entrenador           |
| José A. Samaniego                     | Entrenador assistent |
| Lluís Riera                           | Entrenador assistent |

| Jugadors del planter amb minuts al 1r equip |               |            |      |              |
| #                                           | Jugador       | Pos.       | A.   | Participació |
| 16                                          | Guillem Vives | Base       | 1.92 | 3 partits    |
| 24                                          | Àlex Barrera  | Escorta    | 1.96 | 20 partits   |
| 43                                          | Àlex Suárez   | Aler pivot | 2.06 | 12 partits   |

### Baixes
| Baixes a l'inici de temporada |            |
| Jugador                       | Pos.       |
| Eulis Báez                    | Aler pivot |
| Derrick Obasohan              | Aler       |
| Pooh Jeter                    | Base       |
| Henk Norel                    | Pivot      |
| Latavious Williams            | Pivot      |
| David Jelínek                 | Aler       |
| Lubos Barton                  | Aler       |
| Federico Van Lacke            | Escorta    |